# حمضي المالونيك والميثيل مالونيك في البول
وجود حمضي المالونيك و الميثيل مالونيك في البول، يُطلق عليه أيضًا اسم وجود حمضي المالونيك وحمض ميثيل مالونيك في الدم،
(English: Combined malonic and methylmalonic aciduria) (CMAMMA)
حمضي المالونيك والميثيل مالونيك في البول وهو مرض استقلابي وراثي يتصف بارتفاع مستويات حمض المالونيك وحمض الميثيل مالونيك. افترض بعض الباحثين بأن ال CMAMMA قد يكون أكثر الاشكال شيوعا ل اضطراب حمض الميثيل مالونيك في الدم، و
إمكانية ان يكون أكثر الامراض الاستقلابية شيوعاً. وذلك لأنه عادة ما يصعب تشخيص هذا المرض فيمسي دون الكشف عنه.

## الأعراض والعلامات
الأنماط الظاهرية السريرية لـ CMAMMA غير متجانسة للغاية وتتراوح من أعراض غير مصحوبة بأعراض ، خفيفة إلى شديدة. لم يتم فهم الفيزيولوجيا المرضية الأساسية بعد. تم الإبلاغ عن الأعراض التالية:
- الحماض الاستقلابي [11][13][14]
- غيبوبة [8][12]
- نقص السكر في الدم [8][12][13]
- المضبوطات [8][11][13][14]
- أمراض الجهاز الهضمي [11][14]
- تأخر النمو [8][11][14]
- تأخير الكلام [7][8][10]
- فشل في النمو [8]
- مرض نفسي [8]
- مشاكل الذاكرة [8]
- التدهور المعرفي [8]
- اعتلال دماغي [10]
- اعتلال عضلة القلب [11][13][14]
- ميزات التشوه [11][14]

عندما تظهر الأعراض الأولى في مرحلة الطفولة ، فمن المرجح أن تكون اضطرابات استقلابية وسيطة ، بينما تكون عادةً أعراضًا عصبية عند البالغين.

## الأسباب
يمكن تقسيم CMAMMA من خلال السببية إلى اثنين من الاضطرابات الموروثة المنفصلة: أحدهما هو نقص في إنزيم الميتوكوندريا إنزيم ال
(acyl-CoA synthetase family member 3)، المشفر بواسطة جين ACSF3 (OMIM # 614265).  و الآخر هو نقص كربوكسيلاز malonyl-CoA المشفر بواسطة جين MLYCD .(OMIM#248360)

## التشخيص
نظرًا للتفاوت الواسع في الأعراض السريرية و مروره خلال برامج فحص حديثي الولادة دون تشخيص، يُعتقد أن CMAMMA حالة غير ملاحظة.

### برامج فحص حديثي الولادة
نظ ًرا لأن ال CMAMMA الناتج عن ACSF3 لا يؤدي  إلى تراكم الميثيل مالونيل مرافق الانزيم أ، أو مالونيل مرافق الانزيم أ، أو بروبيونيل مرافق الانزيم أ، ولا تظهر أي علامات في فحص ال أسيتل-إل-كارنيتين،
لذلك لا يمكن تشخيصه بواسطة برامج فحص حديثي الولادة المعتمد على الدم.
مقاطعة كيبيك هي حالة خاصة، و ذلك لأنهم يقومون بفحص الدم و يضيفون فحص البول في اليوم الحادي والعشرين بعد الولادة من خلال برنامج فحص البول والدم لحديثي الولادة في كيبيك. هذا يجعل مقاطعة كيبيك مثيرة للاهتمام بالنسبة لبحوث CMAMMA، لأنها تمثل المجموعة الوحيدة في العالم لاختيار المرضى دون تحيز.

### نسبة حمض المالونيك إلى نسبة حمض الميثيل مالونيك
من خلال حساب نسبة حمض المالونيك / و حمض الميثيل مالونيك في البلازما، يمكن تمييز CMAMMA بوضوح عن اضطراب حمض الميثيل مالونيك في الدم. هذا مناسب لكلا المستجيبين و الغير مستجيبين لعلاج الفيتامين ب 12 الذين يعانون من حمض ميثيل مالونيك في الدم. و لكن  لا يمكن حساب هذه النسبة باستخدام قيم حمض المالونيك وقيم حمض الميثيل مالونيك من البول.
في CMAMMA بسبب  ACSF3 ، يتجاوز مستوى حمض الميثيل مالونيك مستوى حمض المالونيك. في المقابل، يكون العكس صحيحًا بالنسبة لـ CMAMMA بسبب نقص الكربوكسيلاز .malonyl-CoA

### الاختبار الجيني
يمكن تشخيص CMAMMA عن طريق تحليل جينات ACSF3 و MLYCD. و يمكن لفحص الناقل الممتد في سياق علاج الخصوبة أيضًا تحديد حاملي الطفرات لجين ACSF3.

## اقرأ أيضاً
- حمض ميثيل مالونيك
- الحموضة العضوية